# Olof Celsius der Jüngere

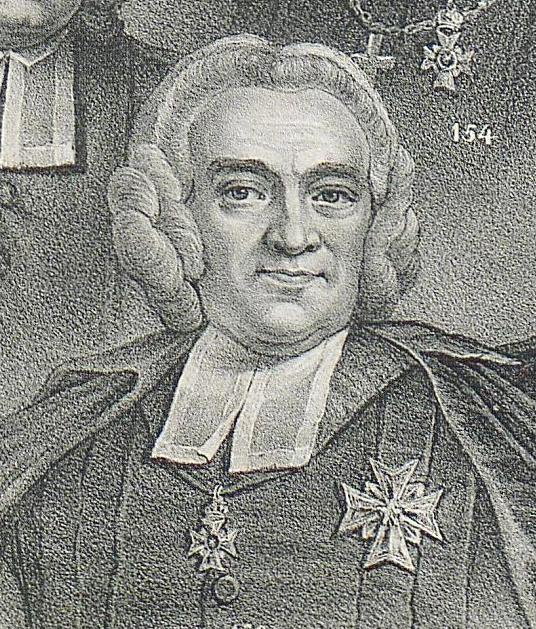
Olof Celsius der Jüngere

Olof Celsius der Jüngere (* 15. Dezember 1716 in Uppsala; † 15. Februar 1794 in Lund) war ein schwedischer Historiker und lutherischer Geistlicher (seit 1777 Bischof im Bistum Lund).

## Leben
Celsius, ein Sohn des Botanikers und Theologen Olof Celsius des Älteren (und Cousin von Anders Celsius), studierte an der Universität Uppsala, wo er 1740 das Magisterexamen ablegte und im folgenden Jahr eine Dozentur für Geschichte erhielt. Im gleichen Jahr wurde er zum Vizebibliothekar, 1747 zum Professor für Geschichte befördert. Obwohl er bis dahin wenig Interesse an der Theologie gezeigt hatte, ließ er sich im Jahr 1751 ordinieren und übernahm (nach der Promotion zum Dr. theol. 1752) verschiedene Pfarrstellen in Stockholm. Hier wirkte er besonders als Vorsitzender des Komitees zur Erarbeitung eines neuen Gesangbuchs, das 1765/67 erschien. Großes Engagement zeigte er auch im Reichstag, dessen Pfarrerstand er von 1755 bis 1786 (mit Unterbrechungen) angehörte, zuerst als Angehöriger der „Mützenpartei“, später als Unterstützer der „Hutpartei“.
1777 wurde Celsius gegen das Votum der Geistlichen des Bistums auf Betreiben von König Gustav III. zum Bischof von Lund bestimmt. Er trat sein Amt erst 1779 an und wirkte durch Visitationen und Pfarrkonferenzen. Sein vorrangiges Engagement galt jedoch der Universität Lund, als deren Prokanzler er als Bischof wirkte und sich für ein Bewahren der klassischen Gelehrsamkeit einsetzte.
Er war 1744 in erster Ehe mit Catharina Charlotta Kyronia (1728–1765) und 1766 in zweiter Ehe mit Andreetta Catharina von Stiernman (1716–1894), der einzigen Tochter von Anders Anton von Stiernman (1695–1765) verheiratet. Aus erster Ehe gingen vier Töchter und ein Sohn, aus zweiter ein Sohn hervor. Mit den Söhnen ist der Mannesstamm seiner Familie erloschen.

## Werk
Schon als Student hatte Celsius durch die Tragödie Ingeborg (gedruckt 1737, aufgeführt 1738) im Stil Corneilles von sich reden gemacht. Später ließ er ihr weitere Dichtungen folgen, die aber ohne Erfolg blieben. Auch seine Zeitschriftenprojekte (Thet swenska nitet, 1738, und Tidningar om de lärdas arbeten, 1742, gelten als erste Werke der schwedischen Literaturkritik) blieben kurzlebig. Seine größte Bedeutung hatte Celsius als Geschichtsschreiber. Seine Darstellungen der Geschichte der beiden ersten schwedischen Könige nach der Reformation, Gustav I. Wasa und Erik XIV., galten lange als klassisch, obwohl sie eher belletristisch als aus den Quellen gearbeitet waren.

## Ehrungen
Celsius wurde 1746 in die Königlich Schwedische Akademie der Wissenschaften und 1788 als Ehrenmitglied in die Kungliga Vitterhets Historie och Antikvitets Akademien aufgenommen. Bei Gründung der Schwedischen Akademie 1786 gehörte er zu den vom König persönlich bestimmten 13 Gründungsmitgliedern.
1756 wurde er geadelt; seine Kinder nahmen den Namen von Celse an.

## Schriften (Auswahl)
- Bibliothecas Upsaliensis historia. Uppsala 1745 (Lateinisch-schwedische Neuausgabe Uppsala: Almqvist & Wiksell 1971).
- Konung Gustaf den förstes historia, efter gamla och ostridiga handlingar sammanskrifwen. Bde. 1–2. Stockholm 1746–53 (3. Aufl. Lund 1792; Deutsch: Geschichte Königs Gustavi des Ersten. Bde. 1–2. Kopenhagen; Leipzig: Rothe, 1753).
- Svea rikes kyrko-historia, ur de bästa den äldre tidens handlingar sammanletad. Del 1. Stockholm 1767 (unvollendet, endet schon im Jahr 865).
- Tal om smak uti den svenska, så bundna, som obundna vältaligheten ... Stockholm 1768 (Neuausgabe Stockholm 1964).
- Konung Erik den fjortondes historia, sammanskrefwen efter gamla handlingar. Stockholm 1774 (2. Aufl. Lund 1795; Deutsch: Geschichte König Erichs des Vierzehnten; aus alten Urkunden verfasst. Flensburg, Korten, 1777).
- Inträdes-tal, hollet uti Svenska academien d. 27 maj 1786. Stockholm 1786 (litteraturbanken.se).